# Província de Milà
La província de Milà  és una antiga província de la regió de la Llombardia a Itàlia. L'1 de gener de 2015 va ser reemplaçada per la Ciutat metropolitana de Milà.
Limitava al nord amb la província de Varese i la província de Monza i Brianza, a l'est amb la província de Bèrgam, al sud-est de la província de Cremona i la província de Lodi, al sud-oest amb la província de Pavia i l'oest amb la província de Novara (Piemont).